# Záraza síťnatá

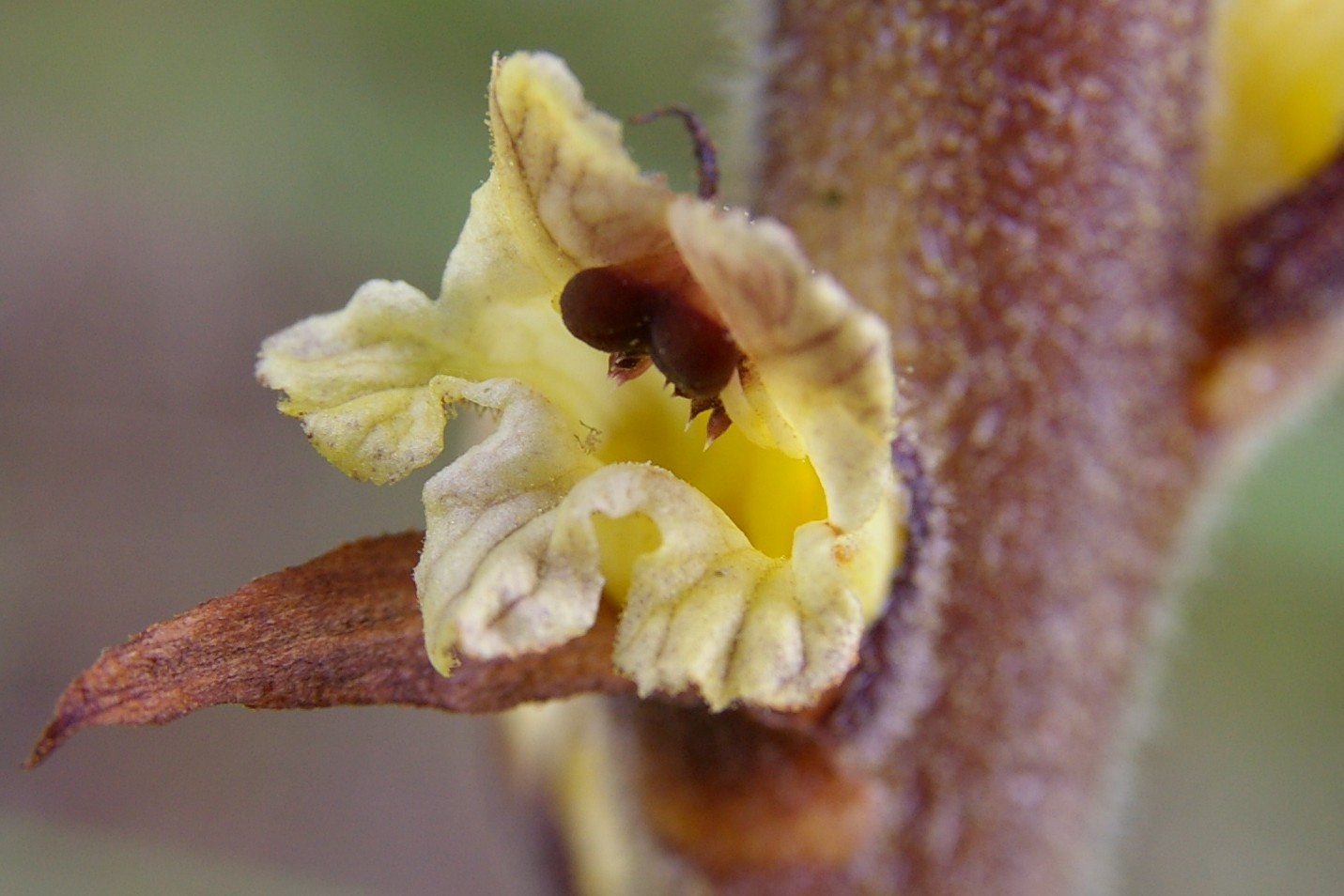
Květ zárazy síťnaté

Záraza síťnatá (Orobanche reticulata) je cizopasná rostlina, jeden z mnoha druhů záraz, které rostou v české přírodě. Tato parazitická bylina se v Česku vyskytuje velice vzácně a je ohrožená vyhynutím.

## Rozšíření
Téměř výhradně Evropský druh rozšířený od Velké Británie a Španělska na západě až po západní Sibiř a oblasti okolo Kaspického moře a Kavkazu na východě. Severní hranice areálu probíhá Pobaltím, jižní hranice Itálii a Řeckem.
V České republice se vyskytuje jen vzácně na severu Čech a na střední Moravě. Roste v termofytiku a mezofytiku v kolinním a suprakolinním stupni. Dává přednost hlubokým, humózním, neutrálním až zásaditým půdám.

## Ekologie
Tato rostlina je bez schopností získávat potřebné látky k růstu a kvetení pomoci fotosyntézy a proto si je zajišťuje parazitováním kořenů jiných rostlin. Rostlina brzy po vyklíčení ze semene pronikne svým prvotním kořínkem do kořene hostitele a postupně se s ním spojí dalšími příchytnými kořínky. Pomoci haustorií vniknou do floému i xylému parazitované rostliny a odebírají tam vodu, organické i anorganické látky. V místě přisátí se vyvine hlízovitý útvar z kterého po nashromáždění dostatku živin vyroste nad povrch půdy stvol s květy.
Záraza síťnatá parazituje obvykle na bylinách rodů pcháč, bodlák, pupava, chrastavec a hlaváč.

## Popis
Vytrvalá rostlina se ztracenou schopností využívat chlorofyl. Má lodyhu vysokou 30 až 70 cm, vespod znatelně hlízovitě ztlustlou a celou i s listy načervenalou nebo nafialovělou. Lodyha i listy jsou pokryté červenofialovými stopkatými žlázkami. Listy ve spodní části lodyhy vyrůstají hustě a jsou přitisknuté, široce kopinaté až trojúhelníkovité. Po lodyze směrem vzhůru jsou listy od sebe vzdálenější, odstávají, stávají se delšími a užšími, nejvyšší jsou dlouhé 1,5 až 2,5 cm.
Květy vytvářejí válcovitý, hustý a mnohokvětý klas 30 až 45 cm dlouhý. Oboupohlavné květy s listeny jsou velké 1,5 až 2 cm. Kališní lístky, asi 1 cm dlouhé, jsou obvykle volné a nesouměrné, široce kopinaté až vejčité, červenofialové a obvykle kratší než koruna. Ta je trubkovitá nebo úzce zvonkovitá, zakřivená a bývá u základny bělavá nebo světle žlutá a dále je narůžovělá, červenofialová, purpurová nebo tmavofialová. Horní přílbovitý, dvoulaločný pysk má laloky široké a celistvé, dolní trojlaločný pysk má laloky okrouhlé a zoubkované. Pysky jsou zbarveny obdobně jako konec korunní trubky. Ploidie druhu je 2n = 38.
Plodem je dvoupouzdrá tobolka s množstvím velmi drobných semen, která roznáší vítr. Má-li semeno vyklíčit, musí mj. zapadnout do těsné blízkosti kořene rostliny u které bude parazitovat. Semena si zachovávají klíčivost po mnoho let.

## Ohrožení
Záraza síťnatá, která se v minulosti vyskytovala též jako polní plevel, v současnosti vyrůstá ve stále menších a menších počtech. Podle „Červeného seznamu cévnatých rostlin ČR“ je zařazena mezi druhy kriticky ohrožené (C1b) a ve „Vyhlášce MŽP ČR č. 395/1992 Sb.“ mezi druhy silně ohrožené (§2).